# Blastobasis ergastulella
Blastobasis ergastulella é uma espécie de mariposa do gênero Blastobasis pertencente à família Coleophoridae.